# Gonzalo Latorre
Gonzalo José Latorre Bovio (Montevideo, Uruguay; 26 de abril de 1996), más conocido como Gonzalo Latorre, es un futbolista uruguayo que juega como mediapunta. Actualmente milita en el Cerro Largo Fútbol Club del Primera División de Uruguay

## Trayectoria
Debutó con el primer equipo aurinegro el 9 de agosto del 2014, frente a Olimpo por la Copa Puma amistosa internacional, ingresó en el segundo tiempo y empataron 2 a 2.

## Selección nacional
Participó del Sudamericano Sub-17 del 2013 representando a la Selección de Uruguay, certamen en el que finalizó cuarto, logrando la clasificación al mundial. 
Fue convocado para jugar el Mundial Sub-17 del 2013, pero Uruguay quedó eliminado en cuartos de final.
En el 2014, fue parte del proceso de la Selección Sub-20 de Uruguay conducida por Fabián Coito.
Debutó en esta categoría de la Celeste el 11 de noviembre ante la Federación Gaúcha sub-19, jugó como titular y ganaron 2 a 1.

### Participaciones en juveniles
| Competición                            | Sede                   | Resultado        | Partidos | Goles |
| -------------------------------------- | ---------------------- | ---------------- | -------- | ----- |
| Campeonato Sudamericano Sub-15 de 2011 | Uruguay                | Cuarto puesto    | 7        | 1     |
| Campeonato Sudamericano Sub-17 de 2013 | Argentina              | Cuarto puesto    | 7        | 2     |
| Copa Mundial de Fútbol Sub-17 de 2013  | Emiratos Árabes Unidos | Cuartos de final | 4        | 0     |

| Detalle de partidos con la Sub-20 | Detalle de partidos con la Sub-20 | Detalle de partidos con la Sub-20 | Detalle de partidos con la Sub-20 | Detalle de partidos con la Sub-20 | Detalle de partidos con la Sub-20   | Detalle de partidos con la Sub-20 | Detalle de partidos con la Sub-20 | Detalle de partidos con la Sub-20 | Detalle de partidos con la Sub-20 |
| N°                                | Rival                             | Resultado                         | Fecha                             | Lugar                             | Competencia                         | Goles                             | Asistencias                       | Ref.                              |                                   |
| --------------------------------- | --------------------------------- | --------------------------------- | --------------------------------- | --------------------------------- | ----------------------------------- | --------------------------------- | --------------------------------- | --------------------------------- | --------------------------------- |
| 1                                 | Federación Gaúcha                 | 2:1 (1:0)                         | 11 de noviembre de 2014           | Maldonado · Uruguay               | Amistoso                            | -                                 | -                                 | 1                                 |                                   |
| 2                                 | Federación Gaúcha                 | 1:2 (1:1)                         | 13 de noviembre de 2014           | Montevideo · Uruguay              | Amistoso                            | -                                 | -                                 | 2                                 |                                   |
| 3                                 | Perú                              | 1:3 (0:2)                         | 24 de noviembre de 2014           | Asunción Paraguay                 | Amistoso Cuadrangular internacional | -                                 | -                                 | 3                                 |                                   |
| 4                                 | Panamá                            | 3:3 (0:2) (5:3 pen.)              | 30 de noviembre de 2014           | Asunción Paraguay                 | Amistoso Cuadrangular internacional | -                                 | -                                 | 4                                 |                                   |

## Estadísticas

### Clubes
Actualizado al 7 de junio de 2015.
| Club             | Div.          | Temporada     | Liga  | Liga  | Copas nacionales | Copas nacionales | Torneos internacionales | Torneos internacionales | Total | Total |
| Club             | Div.          | Temporada     | Part. | Goles | Part.            | Goles            | Part.                   | Goles                   | Part. | Goles |
| ---------------- | ------------- | ------------- | ----- | ----- | ---------------- | ---------------- | ----------------------- | ----------------------- | ----- | ----- |
| Atenas · Uruguay | 1ª            | 2014/15       | 8     | 0     | 0                | 0                | 0                       | 0                       | 8     | 0     |
| Atenas · Uruguay | Total club    | Total club    | 8     | 0     | 0                | 0                | 0                       | 0                       | 8     | 0     |
| Total carrera    | Total carrera | Total carrera | 8     | 0     | 0                | 0                | 0                       | 0                       | 8     | 0     |

### Selecciones
Actualizado al 30 de noviembre de 2014.
Último partido citado: Panamá 3 (3) - 3 (5) Uruguay
| Selección        | Temporada     | Sudamericano | Sudamericano | Mundial | Mundial | Amistosos | Amistosos | Total | Total |
| Selección        | Temporada     | Part.        | Goles        | Part.   | Goles   | Part.     | Goles     | Part. | Goles |
| ---------------- | ------------- | ------------ | ------------ | ------- | ------- | --------- | --------- | ----- | ----- |
| Sub-15 · Uruguay | 2012/13       | 7            | 1            | -       | -       | ?         | ?         | 7     | 1     |
| Sub-15 · Uruguay | Total sel.    | 7            | 1            | -       | -       | ?         | ?         | 7     | 1     |
| Sub-17 · Uruguay | 2011/12       | -            | -            | -       | -       | ?         | ?         | ?     | ?     |
| Sub-17 · Uruguay | 2012/13       | 7            | 2            | -       | -       | ?         | ?         | 7     | 2     |
| Sub-17 · Uruguay | 2013/14       | -            | -            | 4       | 0       | ?         | ?         | 4     | 0     |
| Sub-17 · Uruguay | Total sel.    | 7            | 2            | 4       | 0       | 21        | 7         | 32    | 9     |
| Sub-20 · Uruguay | 2014/15       | -            | -            | -       | -       | 4         | 0         | 4     | 0     |
| Sub-20 · Uruguay | Total sel.    | -            | -            | -       | -       | 4         | 0         | 4     | 0     |
| Total carrera    | Total carrera | 14           | 3            | 4       | 0       | 25        | 7         | 43    | 10    |

## Palmarés

### Amistosos
| Competición                 | Equipo         | País     | Año  |
| --------------------------- | -------------- | -------- | ---- |
| Cuandrangular internacional | Uruguay Sub-20 | Paraguay | 2014 |